# Bruno von Geldern-Crispendorf
Bruno Dietrich Bernhard von Geldern-Crispendorf (* 28. August 1827 in Crispendorf; † 13. Januar 1894 in Leipzig) war ein deutscher Verwaltungsjurist und Politiker.

## Familie
Von Geldern-Crispendorf war der Sohn des Regierungsrates, Konsistorialadvokaten und Rittergutsbesitzers August von Geldern-Crispendorf (1791–1835) und dessen Ehefrau Charlotte geborene Dittmar. Der Vater war Besitzer des Ritterguts Crispendorf. Er wurde am 28. März 1846 als von Geldern-Crispendorf in den reußischen Adel aufgenommen. Der Verwaltungsjurist und Landtagsabgeordneter Richard von Geldern-Crispendorf (1831–1912) war sein Bruder. Seine Schwester Marie heiratete den späteren Landtagsabgeordneten Theodor von Dietel. Der Landtagsabgeordnete Arthur von Geldern-Crispendorf (1871–1962) war ein Neffe.
Von Geldern-Crispendorf war evangelisch-lutherischer Konfession und heiratete am 24. Juli 1853 in erster Ehe in Daumitsch Pauline Franziska Schmeißer (* 30. August 1828 in Grobengereuth; †  7. April 1882 in Greiz), die Tochter des Rittergutsbesitzers Wilhelm Schmeißer auf Grobengereuth. Aus der Ehe gingen vier Kinder hervor:
- Max von Geldern-Crispendorf (1854–1938), später Richter und Landtagsabgeordneter
- Georg Dietrich Nicolaus von Geldern-Crispendorf (1855–1939), später Generalleutnant
- Roderich Georg August von Geldern-Crispendorf (1857–1906), später Major
- Conrad Georg Bruno von Geldern-Crispendorf (* 1863), später königlich sächsischer geheimer Finanzrat, Ehren-Kommendator der sächsischen Genossenschaft des Johanniterordens

Das ererbte Rittergut Crispendorf wandelte er 1875 in einen Familienfideikommiss um, den seine Söhne erbten.
Nach dem Tod der ersten Ehefrau heiratete er am 3. Oktober 1885 in zweiter Ehe in Greiz seine Verwandte Marie  Margarethe von Schönfels (* 26. August 1837 in Greiz; † 15. Oktober 1929 in Dresden), die Tochter des Oberhofmeisters Louis Ferdinand von Schönfels.

## Leben
Von Geldern-Crispendorf erhielt zunächst Unterricht durch Hauslehrer und besuchte dann 1842 bis 1847 das Rutheneum in Schleiz. Von 1847 bis 1850 studierte er Staats- und Rechtswissenschaften in Leipzig und Jena. Am 30. Dezember 1850 wurde er Akzess bei der Landesregierung Reuß ä.L. 1852 wurde er dort Regierungssekretär, November 1852 Landeskassierer, 1855 Regierungsassessor und 1861 Regierungs- und Konsistorialrat. Ab 1863 war er Landesherrlicher Kommissar für die Verwaltung der Staatsschulden und war 1867 maßgeblich bei der Ausarbeitung der Verfassung involviert. Daneben war er als Diplomat Teilnehmer mehrerer Ministerkonferenzen. Ab 1888 leitete er das Konsistorium. 1893 ging er in den Ruhestand.
Ab 1876 war er stellvertretender Bevollmächtigter des Fürstentums Reuß ä.L. beim Bundesrat, ab Januar 1881 Hauptbevollmächtigter. Im Auftrag seines Fürsten stimmte er dort am 21. Oktober 1878 als einziger Vertreter gegen das Sozialistengesetz.
Er vertrat konservative Positionen. Von 1885 bis 1894 war er Abgeordneter im Greizer Landtag. 1888 bis 1890 war er dort auch Alterspräsident.

## Auszeichnungen
- Fürstliches Zivil-Ehrenkreuz II. Klasse (1872)
- Geheimer Regierungsrat (1878)
- Erster Geheimer Regierungsrat (1879)
- Geheimer Rat (1892)
- Ritterkreuz I. Klasse des Sachsen-Ernestinischen Hausordens (1868)
- Komturkreuz II. Klasse des königlich sächsischen Albrechtsordens (1882)
- Komturkreuz des Hausordens der Wendischen Krone (1885)